# فالديفيا
فالديفيا (بالإسبانية: Valdivia)‏ هي مدينة وبلدية في جنوب تشيلي، تديرها بلدية فالديفيا. سميت المدينة على مؤسسها بيدرو دي فالديفيا، وتقع عند ملتقى أنهار من كالي-كالي وفالديفيا وكاو-كاو، على بعد حوالي 15 كم (9 ميل) شرق المدن الساحلية كورال ونيبلا. وأصبحت فالديفيا عاصمة إقليم لوس ريوس منذ أكتوبر 2007، وهي أيضا عاصمة مقاطعة فالديفيا. وسجل التعداد الوطني لعام 2002 تعداد بلدية فالديفيا التي بلغ عدد سكانها 140,559 نسمة، منهم 127,750 يعيشون في المدينة. وتشمل الأنشطة الاقتصادية الرئيسية في فالديفيا السياحة، وتصنيع لب الخشب، والتحطيب، والتعدين، وإنتاج البيرة. المدينة هي أيضا موطن جامعة أوسترال في تشيلي، والتي تأسست في عام 1954 وسينترو دي إستوديوس سيينتيفيكوس (بالإسبانية: Centro de Estudios Científicos، مركز البحوث العلمية)‏.
وكانت مدينة فالديفيا وأرخبيل تشيلوي في زمن ما أقصى الأراضي بعدا في الإمبراطورية الإسبانية. من 1645 إلى 1740 كانت المدينة تعتمد مباشرة على النيابة الملكية في بيرو، التي مولت بناء نظام حصون فالديفيا والذي حول المدينة إلى إحدى أكثر المدن المحصنة في العالم الجديد. في النصف الثاني من القرن التاسع عشر، كان فالديفيا ميناء مهما لدخول المهاجرين الألمان الذين استقروا في المدينة والمناطق المحيطة بها.
في عام 1960 أصيبت فالديفيا بأضرار بالغة بسبب زلزال تشيلي الكبير، أقوى زلزال سجل على الإطلاق بقياس 9.5 ريختر. ولا يزال الحطام والمباني المدمرة من الزلزال موجودا في الضواحي. وبالإضافة إلى ذلك، أدى هبوط الأراضي والرواسب إلى خلق تحديات معقدة في الملاحة على الأنهار المحلية وفي بعض المناطق.

## المناخ
يظهر الجدول التالي التغييرات المناخية على مدار السنة لفالديفيا:
| البيانات المناخية لـفالديفيا                                                            | البيانات المناخية لـفالديفيا | البيانات المناخية لـفالديفيا | البيانات المناخية لـفالديفيا | البيانات المناخية لـفالديفيا | البيانات المناخية لـفالديفيا | البيانات المناخية لـفالديفيا | البيانات المناخية لـفالديفيا | البيانات المناخية لـفالديفيا | البيانات المناخية لـفالديفيا | البيانات المناخية لـفالديفيا | البيانات المناخية لـفالديفيا | البيانات المناخية لـفالديفيا | البيانات المناخية لـفالديفيا |
| الشهر                                                                                   | يناير                        | فبراير                       | مارس                         | أبريل                        | مايو                         | يونيو                        | يوليو                        | أغسطس                        | سبتمبر                       | أكتوبر                       | نوفمبر                       | ديسمبر                       | المعدل السنوي                |
| --------------------------------------------------------------------------------------- | ---------------------------- | ---------------------------- | ---------------------------- | ---------------------------- | ---------------------------- | ---------------------------- | ---------------------------- | ---------------------------- | ---------------------------- | ---------------------------- | ---------------------------- | ---------------------------- | ---------------------------- |
| الدرجة القصوى °م (°ف)                                                                   | 35.2 (95.4)                  | 38.5 (101.3)                 | 32.0 (89.6)                  | 27.5 (81.5)                  | 21.2 (70.2)                  | 18.2 (64.8)                  | 19.2 (66.6)                  | 20.0 (68.0)                  | 25.9 (78.6)                  | 29.2 (84.6)                  | 29.8 (85.6)                  | 33.2 (91.8)                  | 38.5 (101.3)                 |
| متوسط درجة الحرارة الكبرى °م (°ف)                                                       | 23.5 (74.3)                  | 23.8 (74.8)                  | 21.1 (70.0)                  | 16.9 (62.4)                  | 13.3 (55.9)                  | 11.0 (51.8)                  | 10.7 (51.3)                  | 12.4 (54.3)                  | 14.7 (58.5)                  | 16.8 (62.2)                  | 19.0 (66.2)                  | 21.6 (70.9)                  | 17.1 (62.8)                  |
| المتوسط اليومي °م (°ف)                                                                  | 16.2 (61.2)                  | 16.2 (61.2)                  | 14.4 (57.9)                  | 11.6 (52.9)                  | 9.5 (49.1)                   | 8.0 (46.4)                   | 7.4 (45.3)                   | 8.2 (46.8)                   | 9.5 (49.1)                   | 11.2 (52.2)                  | 12.9 (55.2)                  | 15.0 (59.0)                  | 11.7 (53.1)                  |
| متوسط درجة الحرارة الصغرى °م (°ف)                                                       | 8.8 (47.8)                   | 8.5 (47.3)                   | 7.7 (45.9)                   | 6.3 (43.3)                   | 5.7 (42.3)                   | 5.0 (41.0)                   | 4.0 (39.2)                   | 4.1 (39.4)                   | 4.3 (39.7)                   | 5.5 (41.9)                   | 6.9 (44.4)                   | 8.4 (47.1)                   | 6.3 (43.3)                   |
| أدنى درجة حرارة °م (°ف)                                                                 | −0.4 (31.3)                  | 0.2 (32.4)                   | −1.2 (29.8)                  | −3.8 (25.2)                  | −6.0 (21.2)                  | −6.8 (19.8)                  | −7.2 (19.0)                  | −5.2 (22.6)                  | −5.0 (23.0)                  | −2.6 (27.3)                  | −1.4 (29.5)                  | 0.0 (32.0)                   | −7.2 (19.0)                  |
| الهطول مم (إنش)                                                                         | 49.8 (1.96)                  | 38.6 (1.52)                  | 69.6 (2.74)                  | 131.8 (5.19)                 | 256.0 (10.08)                | 336.0 (13.23)                | 261.7 (10.30)                | 226.5 (8.92)                 | 130.0 (5.12)                 | 109.1 (4.30)                 | 84.0 (3.31)                  | 59.8 (2.35)                  | 1٬752٫9 (69.01)              |
| متوسط أيام هطول الأمطار                                                                 | 8                            | 7                            | 10                           | 15                           | 22                           | 22                           | 22                           | 21                           | 16                           | 14                           | 11                           | 9                            | 177                          |
| متوسط الرطوبة النسبية (%)                                                               | 63                           | 64                           | 72                           | 80                           | 87                           | 89                           | 87                           | 83                           | 76                           | 72                           | 68                           | 65                           | 76                           |
| ساعات سطوع الشمس الشهرية                                                                | 288.3                        | 259.9                        | 213.9                        | 132.0                        | 80.6                         | 45.0                         | 71.3                         | 108.5                        | 147.0                        | 195.3                        | 213.0                        | 263.5                        | 2٬018٫3                      |
| ساعات سطوع الشمس اليومية                                                                | 9.3                          | 9.2                          | 6.9                          | 4.4                          | 2.6                          | 1.5                          | 2.3                          | 3.5                          | 4.9                          | 6.3                          | 7.1                          | 8.5                          | 5.5                          |
| المصدر #1: Dirección Meteorológica de Chile (precipitation days and humidity 1970–2000) |                              |                              |                              |                              |                              |                              |                              |                              |                              |                              |                              |                              |                              |
| المصدر #2: Universidad de Chile (sunshine hours only)                                   |                              |                              |                              |                              |                              |                              |                              |                              |                              |                              |                              |                              |                              |

## توأمة
لفالديفيا اتفاقيات توأمة مع كل من:
- كالاو
- هامبورغ
- ماونت بليزانت
- كلوج نابوكا
- نيوكوين
- هوبارت
- تاكوما

## أعلام
- أرتورو نورامبوينا
- فيليبي أغيلار
- لويس دوران
- هندريك بروير
- خواكيم كارلوس مارتيني
- كارلا ساندوفال
- توماس بيرغوس